# Zwischen Himmel & Erde (Album)
Zwischen Himmel & Erde ist das 11. Studioalbum der deutschen Schlagersängerin Andrea Berg. Es wurde im April 2009 veröffentlicht.

## Entstehung und Stil
Das Album wurde beinahe ausschließlich von Eugen Römer geschrieben und produziert. Textlich sind wie etwa bei Tief im Sturm und Ohne dich hab ich schon oft die Nacht verflucht romantische Betrachtungen des Lebens zu hören.

## Titelliste
| #  | Titel                                            | Autor(en)                         | Produzent(en) | Länge |
| -- | ------------------------------------------------ | --------------------------------- | ------------- | ----- |
| 1  | Verdammt, ich lieb dich noch                     | Eugen Römer                       | Eugen Römer   | 3:13  |
| 2  | Wenn du jetzt gehst, nimm auch deine Liebe mit   | Eugen Römer                       | Eugen Römer   | 2:58  |
| 3  | Ich hab dich geliebt                             | Eugen Römer                       | Eugen Römer   | 3:14  |
| 4  | Wonach du dich auch sehnst                       | Eugen Römer                       | Eugen Römer   | 3:30  |
| 5  | Dich soll der Teufel hol’n                       | Eugen Römer                       | Eugen Römer   | 3:34  |
| 6  | Tief im Sturm                                    | Eugen Römer, Andrea Berg          | Eugen Römer   | 3:34  |
| 7  | Da wo ein Engel die Erde berührt                 | Eugen Römer                       | Eugen Römer   | 3:58  |
| 8  | Nie mehr du und ich                              | Eugen Römer                       | Eugen Römer   | 3:19  |
| 9  | Ohne dich hab’ ich schon oft die Nacht verflucht | Eugen Römer, Andrea Berg          | Eugen Römer   | 2:56  |
| 10 | Flieg hinauf in die Nacht                        | Eugen Römer                       | Eugen Römer   | 3:56  |
| 11 | Das Paradies war viel zu weit                    | Eugen Römer, Andrea Berg          | Eugen Römer   | 3:33  |
| 12 | Mach diese Nacht unendlich                       | Eugen Römer, Joachim Horn-Bernges | Eugen Römer   | 3:58  |

## Rezeption
Auf der Seite monstersandcritics.de hörte Stephanie Tappert auf dem Album „keine großen musikalischen Neuerungen“: „Über mangelnde Alltags-Poesie kann man sich hier also nicht beklagen, musikalisch reicht es für den fröhlichen Engtanz im Discofoxschritt. Und viel mehr will das Schlagerherz ja auch nicht.“

## Kommerzieller Erfolg

### Chartplatzierungen
| ChartsChartplatzierungen | Höchstplatzierung | Wochen |
| ------------------------ | ----------------- | ------ |
| Deutschland (GfK)        | 1 (70 Wo.)        | 70     |
| Österreich (Ö3)          | 1 (38 Wo.)        | 38     |
| Schweiz (IFPI)           | 9 (17 Wo.)        | 17     |

| ChartsJahrescharts (2009) | Platzierung |
| ------------------------- | ----------- |
| Deutschland (GfK)         | 19          |
| Österreich (Ö3)           | 16          |

### Auszeichnungen für Musikverkäufe
Den Plattenauszeichnungen zufolge hat sich das Album bis heute über 620.000 Mal verkauft.
| Land/Region        | Auszeichnungen für Musikverkäufe (Land/Region, Auszeichnung, Verkäufe) | Verkäufe |
| ------------------ | ---------------------------------------------------------------------- | -------- |
| Deutschland (BVMI) | 3× Platin                                                              | 600.000  |
| Österreich (IFPI)  | Platin                                                                 | 20.000   |
| Insgesamt          | 4× Platin ·                                                            | 620.000  |